# 那須高原海城中学校・高等学校
那須高原海城中学校・高等学校（なすこうげんかいじょうちゅうがっこう・こうとうがっこう、英語表記：Nasukogen Kaijo Junior & Senior High School）とは、栃木県那須郡那須町にかつて所在し、中高一貫教育を提供していた私立男子中学校・高等学校。
高等学校において、中学校から入学した内部進学の生徒と高等学校から入学した外部進学の生徒との間で、第1学年から混合してクラスを編成する併設型中高一貫校であった。
東日本大震災で校舎が被災したため、東京都の仮校舎に移転した。2012年以降の生徒募集は行わず、2017年3月をもって閉校した。

## 概要
全寮制であった。学校法人海城学園創立100周年記念事業として、1995年11月30日に創設され、1996年に開校した。コンセプトは「ハウス・ベースド・アカデミー」。英国のパブリックスクールや米国のプレップスクールを参考にし、ハウス制を基本として「SAP」や「KAP」等の独自の教育を行っていた。卒業生は約400名を数える。生徒は全国から入学しており、海外からの入学者もいた。
東日本大震災で被災して校舎が使用不能となったため、2011年度は、授業を東京都新宿区の海城中学校・高等学校で行い、寮の代替は東京都多摩市の桜美林大学多摩アカデミーヒルズを借り、体育の授業は廃校になった多摩市の旧多摩市立豊ヶ丘中学校で行うことで凌いだ。
2012年度からは旧多摩市立豊ヶ丘中学校の施設を丸ごと借り受けて多摩キャンパスとし、体育だけでなく座学授業も多摩キャンパスで行うこととした。事実上の移転であるが、学校の籍自体は栃木県に残していたため、全国高等学校野球選手権では栃木大会に遠距離移動して出場していた。
東日本大震災で被災した那須高原の校舎は、福島第一原子力発電所から100キロメートル弱の距離にあり、震災後には放射線量が高い状態が続いた。学校法人海城学園は、生徒を集めるのが困難になったとして那須高原海城の廃校を決め、同校は2011年入学者を最後に学生の新規受け入れを停止した。2011年に中学へ入学した最後の学年が2017年3月5日に高校を卒業したため、卒業式及び閉校式を行い、開校から21年で閉校となった。

### 教育理念
- 新時代のジェントルマンの育成

## 沿革
本校の設置者である学校法人海城学園は、1891年に佐賀藩出身の海軍軍人古賀喜三郎により海軍兵学校への予備校、海軍予備校として創設された。1996年、那須高原海城中学校・高等学校が開校した。

### 年表
- 1995年 海城学園理事長、古賀喜博が海城学園創立100周年時からの構想をもとに那須高原海城中学校・高等学校を創設。
- 1996年 那須高原海城中学校・高等学校が開校。
- 2006年 那須高原海城中学校・高等学校創立10周年記念式典挙行。
- 2011年 東日本大震災により学校が被災、新宿区の海城中学校・高等学校で授業実施[4]。翌年度の新入生募集を見合わせることを発表[9]。
- 2012年 4月より旧多摩市立豊ヶ丘中学校の施設を多摩キャンパスとし、多摩キャンパスで授業実施[6][7]。本部機能も多摩キャンパスに移転。翌年以降の生徒募集の停止を発表[2][10]。
- 2014年3月 最後の入学生となった2011年入学者が中学を卒業して高校に進学したため、この時点で中学校は事実上閉校。
- 2017年3月5日 最後の入学生となった2011年中学校入学者が高校を卒業。これをもって那須高原海城中学校・高等学校は閉校[3]。

## アクセス
- （旧那須キャンパス）JR東北新幹線・東北本線新白河駅高原口より車で約10分。
- （多摩キャンパス）京王電鉄・小田急電鉄・多摩都市モノレール多摩センター駅よりバスで約5分。

## 学校行事
- 学校行事レポートを参照

## 多摩キャンパス
那須高原海城中学校・高等学校は2012年4月から、旧多摩市立豊ヶ丘中学校の施設を多摩キャンパスとし、そこで授業を実施していた。
多摩キャンパス所在地：〒206-0031　東京都多摩市豊ヶ丘4-4

## 姉妹校
- 海城中学校・高等学校
- セントジョンズベリーアカデミー